# Émilienne Mopty
Émilienne Marie Mopty, née Wantiez, née le 29 octobre 1907 à Harnes, est une personnalité du bassin minier du Nord-Pas-de-Calais, résistante française de la Seconde Guerre mondiale, connue pour avoir pris la tête des manifestantes qui ont joué un rôle primordial lors de la grève patriotique des cent mille mineurs du Nord-Pas-de-Calais en mai-juin 1941.
Elle organise ensuite des barrages routiers, des manifestations, transporte armes et explosifs. À la fin du mois de septembre 1942, elle prépare l'attaque d'un peloton d'exécution de la citadelle d'Arras, quand la Gestapo l'arrête après une dénonciation.
Femme de mineur, mère de trois enfants, torturée, puis condamnée à mort par la Feldkommandantur d’Arras, Émilienne Mopty est décapitée le 18 janvier 1943 à 19 h 30 à Cologne par l'armée nazie, à l'âge de trente-cinq ans.

## Biographie

### Jeunesse
Émilienne Mopty est la fille d’Anatole-François Wantiez, ouvrier mineur. Elle a épousé le 30 mai 1925 à Montigny-en-Gohelle (Pas-de-Calais) Adrien Mopty, mineur, et le couple a trois enfants. Militante communiste active de Montigny-en-Gohelle, elle s’illustre pendant les grèves de 1933 et de 1934.

### Grève patriotique de mai-juin 1941
Les conditions de travail des mineurs se dégradent durant l'hiver de 1940 à 1941 dans le bassin minier du Nord-Pas-de-Calais. Les avantages obtenus lors de l'accession au pouvoir du Front populaire ne sont plus qu'un lointain souvenir ; les délégués mineurs se sont vus supprimer leur mandat, c'est ainsi qu'ils ont été poussés à la clandestinité.
À partir du 2 janvier 1941, les mineurs effectuent des grèves perlées, en arrêtant de travailler durant une demi-heure en début ou en fin de service. Les fosses de la Compagnie des mines de l'Escarpelle sont même occupées par les troupes allemandes en mars 1941. La grève des mineurs du Nord-Pas-de-Calais commence le 27 mai. Les mineurs revendiquent à leurs dirigeants des augmentations de salaires, de meilleures conditions de travail, l’amélioration du ravitaillement en beurre, viande rouge, savon… mais aussi la fin du chronométrage. Très rapidement, les réclamations se propagent dans les autres concessions du bassin minier.

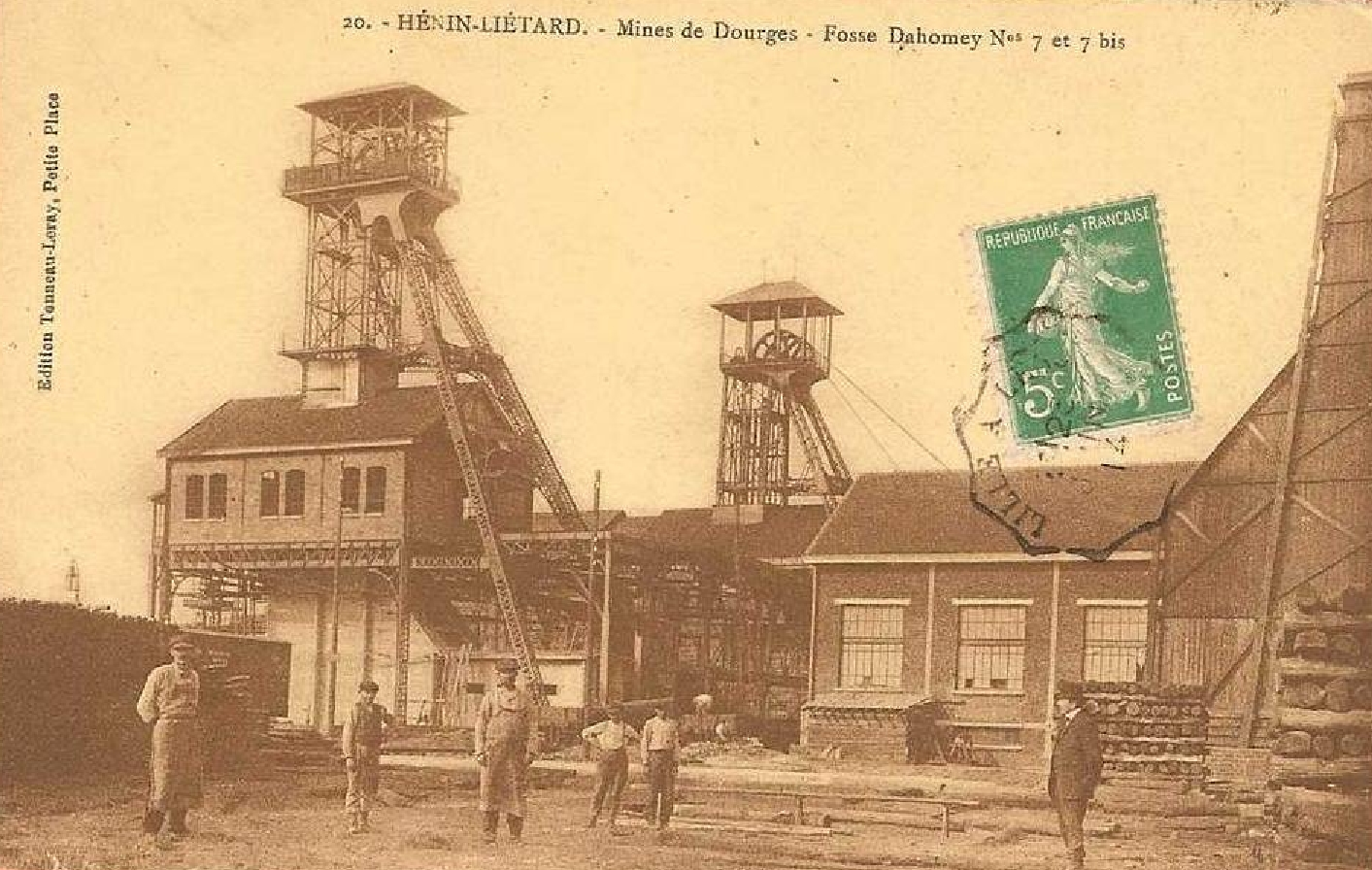
La fosse no 7 - 7 bis.

C'est durant cette grève qu'Émilienne Mopty, née Émilienne Marie Wantiez le 29 octobre 1907 à Harnes, 33 ans, mère de trois enfants, et femme d'un mineur à la fosse no 7 - 7 bis de la Compagnie des mines de Dourges à Montigny-en-Gohelle, prend la tête de manifestations de femmes, d'abord à Hénin-Liétard (devenu Hénin-Beaumont en 1970,) le 29 mai, puis le 4 juin à Billy-Montigny. Elle habite la cité du Dahomey, une des cités de la fosse no 7 - 7 bis.
Émilienne Mopty et les autres femmes de mineurs incitent ces derniers à lutter contre l'occupant. Des prisonniers sont réquisitionnés pour travailler dans les mines, mais ceux-ci refusent de produire pour les Allemands, et ralentissent au maximum les cadences. Les femmes entreprennent de barrer les routes afin d'empêcher la circulation des voitures de police et des automitrailleuses allemandes. Elles rencontrent les maires des communes minières afin d'avoir du ravitaillement, elles rendent visite aux dirigeants des compagnies minières dans les grands bureaux. Cette grève, qui a pris fin le 10 juin 1941, a vu jusque cent mille mineurs entrer en grève, alors que tout avait initialement commencé à la fosse no 7 - 7 bis à Montigny-en-Gohelle.
À l’été 1941, des rafles sont menées et son mari, mineur, Adrien, est parmi les premiers arrêtés, puis déporté en Allemagne. Émilienne fait partie des francs-tireurs dans le bassin minier. À la fin du mois de septembre 1942, elle a pour mission d'attaquer un peloton d'exécution près de la citadelle d'Arras à Arras. Elle est trahie et ce sont des gendarmes d'Arras qui l'arrêtent sur les lieux du rendez-vous avant de la livrer à l'occupant. Pour la faire parler, les Allemands, qui connaissent son rôle parmi les francs-tireurs, la torturent atrocement. 
Elle est traduite devant le tribunal militaire de la Feldkommandantur d’Arras, et condamnée à mort. Elle est décapitée le 18 janvier 1943 à Cologne, à 19 h 30. Les deux dernières condamnées exécutées par décapitation à la hache le furent, pour trahison, à Berlin le 18 février 1945,,.
Émilienne Mopty a chanté L'Internationale avant que le couperet ne tombe. Sa dépouille sera rapatriée en France en 1948. Arrêtés lors de la grève des mineurs de cette même année, ses deux fils Adrien et Gilbert ne pourront pas assister à son inhumation.

## Récompenses et distinctions

### Décorations
- Médaille de la Résistance française à titre posthume (décret du 26 juin 1956)[10]

## Commémoration
Son destin tragique a valu à Émilienne Mopty d'être une personnalité du bassin minier. Le 3 juin 2012, le Front de gauche organise à Montigny-en-Gohelle une marche en son souvenir, qui a réuni six mille personnes, 71 ans après une autre menée par la résistance. Le départ s'est fait sur le carreau de l'ancienne fosse no 7 - 7 bis des mines de Dourges et l'arrivée a eu lieu sur le site des grands bureaux de la Compagnie des mines de Courrières à Billy-Montigny.
Avec l’aide de l’historien Philippe Rulkin, Sonia Picavet, l'arrière-petite-fille d'Émilienne Mopty, meneuse de la grève[Laquelle ?], espère obtenir pour son aïeule la reconnaissance de la Nation.